# Mercedes F1 W05 Hybrid
Mercedes F1 W05 Hybrid é o modelo da Mercedes da temporada de 2014 da Fórmula 1. O carro foi pilotado por Nico Rosberg e Lewis Hamilton. O modelo foi apresentado oficialmente no dia 28 de janeiro, no circuito de Jerez de la Frontera, no sul da Espanha, para os primeiros testes da pré-temporada. O modelo destacou-se sobre os outros carros da temporada de 2014 por causa do motor e de sua aerodinâmica, conquistando o título do Mundial de Construtores antecipadamente. No Campeonato de Pilotos, Lewis Hamilton tornou-se campeão com o companheiro Nico Rosberg sendo o vice.

## Resultados[5]
(legenda) (em negrito indica pole position e itálico volta mais rápida)
| Ano  | Chassi | Motor                  | Pneus | N° | Pilotos         | 1   | 2   | 3   | 4   | 5   | 6   | 7   | 8   | 9   | 10  | 11  | 12  | 13  | 14  | 15  | 16  | 17  | 18  | 19   | Pontos | Posição |  |
| ---- | ------ | ---------------------- | ----- | -- | --------------- | --- | --- | --- | --- | --- | --- | --- | --- | --- | --- | --- | --- | --- | --- | --- | --- | --- | --- | ---- | ------ | ------- |  |
|      |        |                        |       |    |                 |     |     |     |     |     |     |     |     |     |     |     |     |     |     |     |     |     |     |      |        |         |  |
|      |        |                        |       |    |                 | AUS | MAL | BAR | CHN | ESP | MON | CAN | AUT | GBR | ALE | HUN | BEL | ITA | SIN | JAP | RUS | EUA | BRA | ABU‡ |        |         |  |
| 2014 | F1 W05 | Mercedes PU106A V6 t h | P     | 6  | Nico Rosberg    | 1   | 2   | 2   | 2   | 2   | 1   | 2   | 1   | Ret | 1   | 4   | 2   | 2   | Ret | 2   | 2   | 2   | 1   | 14   | 701*   | 1º      |  |
| 2014 | F1 W05 | Mercedes PU106A V6 t h | P     | 44 | Lewis Hamilton* | Ret | 1   | 1   | 1   | 1   | 2   | Ret | 2   | 1   | 3   | 3   | Ret | 1   | 1   | 1   | 1   | 1   | 2   | 1*   | 701*   | 1º      |  |

* Campeão da temporada.
† Completou mais de 90% da distância da corrida.
‡ — Equipes e pilotos ganham o dobro de pontos no GP de Abu Dhabi.